# Maria Antonia di Borbone-Due Sicilie (principessa delle Asturie)
Maria Antonia di Borbone-Due Sicilie, conosciuta anche come Maria Antonietta di Borbone, principessa delle Due Sicilie (Caserta, 14 dicembre 1784 – Aranjuez, 21 maggio 1806), fu la prima consorte del principe delle Asturie Ferdinando, futuro re di Spagna con il nome di Ferdinando VII.

## Biografia
Maria Antonia era una delle figlie minori di Ferdinando I delle Due Sicilie e della sua consorte Maria Carolina d'Asburgo-Lorena. I suoi nonni paterni erano il re Carlo III di Spagna e la regina Maria Amalia di Sassonia, quelli materni l'imperatore Francesco I di Lorena e l'imperatrice Maria Teresa d'Asburgo.
Ricevette il nome di Maria Antonia in onore della sorella minore preferita di sua madre, la regina di Francia Maria Antonietta. Un testimone la descrisse con le seguenti parole: «La principessa delle Asturie è una degna nipote di Maria Teresa d'Austria, e sembra aver ereditato il suo carattere come anche le sue virtù».

### Matrimonio
Maria Antonia contrasse matrimonio con il cugino Ferdinando, principe delle Asturie, il 6 ottobre 1802, a Barcellona. Ferdinando era più grande di lei di solo due mesi, ed entrambi avevano diciassette anni quando si sposarono, una settimana prima del diciottesimo compleanno di Ferdinando. Nel medesimo tempo, suo fratello maggiore Francesco si sposò con l'infanta Maria Isabella di Spagna, sorella di Ferdinando.
In Spagna Maria Antonia entrò subito in contrasto con la regina Maria Luisa, perché sotto richiesta della madre Maria Carolina d'Austria voleva minare il potere della regina, sostenuta anche dal marito, che odiava furiosamente la madre e il suo potentissimo amante Manuel Godoy.
Maria Antonia non ebbe figli, poiché due gravidanze, rispettivamente nel 1804 e nel 1805, terminarono con altrettanti aborti.

### Morte
La Principessa delle Asturie morì di tubercolosi il 21 maggio del 1806. La sua salma venne inumata nelle tombe reali del Monastero dell'Escorial, nel Pantheon delle infanti di Spagna. Sulla sua tomba fu scritto: «Dio ha presto liberato della vita colui che ha amato». Data l'antipatia reciproca tra Maria Antonia e la regina Maria Luisa, si diffuse la voce che l'avesse avvelenata, e anche se non c'erano prove al riguardo, sua madre Maria Carolina sostenne queste voci, avendola presa anche lei in antipatia.

## Ascendenza
|                                      |                    |                                               | Genitori                                     |  |  | Nonni |  |  | Bisnonni            |  |  | Trisnonni              |  |
|                                      |                    |                                               |                                              |  |  |       |  |  | Filippo V di Spagna |  |  | Luigi, il Gran Delfino |  |
|                                      |                    |                                               |                                              |  |  |       |  |  | Filippo V di Spagna |  |  | Luigi, il Gran Delfino |  |
|                                      |                    | Maria Anna Vittoria di Baviera                |                                              |  |  |       |  |  | Filippo V di Spagna |  |  |                        |  |
| Carlo III di Spagna                  |                    |                                               |                                              |  |  |       |  |  | Filippo V di Spagna |  |  |                        |  |
|                                      |                    | Elisabetta Farnese                            | Odoardo II Farnese                           |  |  |       |  |  |                     |  |  |                        |  |
|                                      |                    | Elisabetta Farnese                            | Odoardo II Farnese                           |  |  |       |  |  |                     |  |  |                        |  |
|                                      |                    | Elisabetta Farnese                            | Dorotea Sofia di Neuburg                     |  |  |       |  |  |                     |  |  |                        |  |
| Ferdinando I delle Due Sicilie       |                    | Elisabetta Farnese                            |                                              |  |  |       |  |  |                     |  |  |                        |  |
|                                      |                    | Augusto III di Polonia                        | Augusto II di Polonia                        |  |  |       |  |  |                     |  |  |                        |  |
|                                      |                    | Augusto III di Polonia                        | Augusto II di Polonia                        |  |  |       |  |  |                     |  |  |                        |  |
|                                      |                    | Augusto III di Polonia                        | Cristiana Eberardina di Brandeburgo-Bayreuth |  |  |       |  |  |                     |  |  |                        |  |
| Maria Amalia di Sassonia             |                    | Augusto III di Polonia                        |                                              |  |  |       |  |  |                     |  |  |                        |  |
|                                      |                    | Maria Giuseppa d'Austria                      | Giuseppe I d'Asburgo                         |  |  |       |  |  |                     |  |  |                        |  |
|                                      |                    | Maria Giuseppa d'Austria                      | Giuseppe I d'Asburgo                         |  |  |       |  |  |                     |  |  |                        |  |
|                                      |                    | Maria Giuseppa d'Austria                      | Guglielmina Amalia di Brunswick-Lüneburg     |  |  |       |  |  |                     |  |  |                        |  |
| Maria Antonia di Borbone-Due Sicilie |                    | Maria Giuseppa d'Austria                      |                                              |  |  |       |  |  |                     |  |  |                        |  |
|                                      | Leopoldo di Lorena | Carlo V di Lorena                             |                                              |  |  |       |  |  |                     |  |  |                        |  |
|                                      | Leopoldo di Lorena | Carlo V di Lorena                             |                                              |  |  |       |  |  |                     |  |  |                        |  |
|                                      | Leopoldo di Lorena | Eleonora Maria Giuseppina d'Austria           |                                              |  |  |       |  |  |                     |  |  |                        |  |
| Francesco I di Lorena                | Leopoldo di Lorena |                                               |                                              |  |  |       |  |  |                     |  |  |                        |  |
|                                      |                    | Elisabetta Carlotta di Borbone-Orléans        | Filippo I di Borbone-Orléans                 |  |  |       |  |  |                     |  |  |                        |  |
|                                      |                    | Elisabetta Carlotta di Borbone-Orléans        | Filippo I di Borbone-Orléans                 |  |  |       |  |  |                     |  |  |                        |  |
|                                      |                    | Elisabetta Carlotta di Borbone-Orléans        | Elisabetta Carlotta del Palatinato           |  |  |       |  |  |                     |  |  |                        |  |
| Maria Carolina d'Asburgo-Lorena      |                    | Elisabetta Carlotta di Borbone-Orléans        |                                              |  |  |       |  |  |                     |  |  |                        |  |
|                                      |                    | Carlo VI d'Asburgo                            | Leopoldo I d'Asburgo                         |  |  |       |  |  |                     |  |  |                        |  |
|                                      |                    | Carlo VI d'Asburgo                            | Leopoldo I d'Asburgo                         |  |  |       |  |  |                     |  |  |                        |  |
|                                      |                    | Carlo VI d'Asburgo                            | Eleonora del Palatinato-Neuburg              |  |  |       |  |  |                     |  |  |                        |  |
| Maria Teresa d'Austria               |                    | Carlo VI d'Asburgo                            |                                              |  |  |       |  |  |                     |  |  |                        |  |
|                                      |                    | Elisabetta Cristina di Brunswick-Wolfenbüttel | Luigi Rodolfo di Brunswick-Lüneburg          |  |  |       |  |  |                     |  |  |                        |  |
|                                      |                    | Elisabetta Cristina di Brunswick-Wolfenbüttel | Luigi Rodolfo di Brunswick-Lüneburg          |  |  |       |  |  |                     |  |  |                        |  |
|                                      |                    | Elisabetta Cristina di Brunswick-Wolfenbüttel | Cristina Luisa di Oettingen-Oettingen        |  |  |       |  |  |                     |  |  |                        |  |
|                                      |                    | Elisabetta Cristina di Brunswick-Wolfenbüttel |                                              |  |  |       |  |  |                     |  |  |                        |  |